# アンディ・ウィアー
アンディ・ウィアー（Andy Weir、1972年6月16日 - ）は、アメリカ合衆国の小説家。

## 概要
アメリカ合衆国カリフォルニア州生まれ。幼い頃からSFファンであった。15歳の頃からサンディア国立研究所にてプログラマーとして働き始める。その後カリフォルニア大学サンディエゴ校にてコンピュータ・サイエンスを学び、多くのソフトウェア会社で働く。
2009年から自身のウェブサイトで『火星の人』を連載していたが、読者からまとめて読みたいとの要望を受け2011年にkindleで出版。最低価格の99セントで売りだしたが、発売3ヶ月で3万5000ダウンロードを記録し、SF部門の売上げトップ5に躍り出た。その後『オデッセイ』（原題は小説と同じ 『The Martian』）として映画化された。

## 受賞歴
- 星雲賞海外長編部門 2015年（The Martian（『火星の人』）に対して）
- ジョン・W・キャンベル新人賞 2016年（The Martian（『火星の人』）に対して）
- 星雲賞海外長編部門 2022年（Project Hail Mary（『プロジェクト・ヘイル・メアリー』）に対して）[3]

## 日本語訳された作品
- 『火星の人』The Martian（小野田和子訳、早川書房、ハヤカワ文庫SF） 2014年
- 『The Egg』（Alex Onsager訳、Galactanet（ウィアー本人のWebサイト）） 2016年[4]
- 『アルテミス（英語版）』Artemis（小野田和子訳、早川書房、ハヤカワ文庫SF） 2018年
- 『ツウォリア』Twarrior（D・H・ウィルソン（英語版）＆J・J・アダムズ（英語版）編『ゲームSF傑作選 スタートボタンを押してください』所収、中原尚哉訳、創元社、創元SF文庫）2018年
- 『プロジェクト・ヘイル・メアリー』Project Hail Mary （小野田和子訳、早川書房） 2021年
- 『乱数ジェネレーター』Randomize（ブレイク・クラウチ（英語版）編『フォワード 未来を視る6つのSF（英語版）』所収、小野田和子訳、早川書房）2022年

## メディア・ミックス

### 映画
- オデッセイ（2016年2月5日、監督：リドリー・スコット、主演：マット・デイモン）
- プロジェクト・ヘイル・メアリー（2026年3月20日米公開、監督：フィル・ロード&クリス・ミラー、主演：ライアン・ゴズリング）